# Броджанці
45°33′ пн. ш. 18°27′ сх. д. / 45.55° пн. ш. 18.45° сх. д.
Броджанці (хорв. Brođanci) — населений пункт у Хорватії, в Осієцько-Баранській жупанії у складі громади Бизоваць.

## Населення
Населення за даними перепису 2011 року становило 547 осіб.
Динаміка чисельності населення поселення:

## Клімат
Середня річна температура становить 11,05 °C, середня максимальна – 25,48 °C, а середня мінімальна – -6,10 °C. Середня річна кількість опадів – 666 мм.
| Клімат поселення                              | Клімат поселення | Клімат поселення | Клімат поселення | Клімат поселення | Клімат поселення | Клімат поселення | Клімат поселення | Клімат поселення | Клімат поселення | Клімат поселення | Клімат поселення | Клімат поселення | Клімат поселення |
| Показник                                      | Січ.             | Лют.             | Бер.             | Квіт.            | Трав.            | Черв.            | Лип.             | Серп.            | Вер.             | Жовт.            | Лист.            | Груд.            |                  |
| Середній максимум, °C                         | 5,68             | 7,92             | 12,59            | 17,18            | 22,33            | 25,36            | 25,48            | 24,97            | 20,77            | 15,38            | 9,44             | 5,48             |                  |
| Середня температура, °C                       | −0,21            | 2,02             | 6,70             | 11,29            | 16,43            | 19,48            | 21,38            | 20,88            | 16,70            | 11,30            | 5,30             | 1,40             |                  |
| Середній мінімум, °C                          | −6,1             | −3,87            | 0,80             | 5,40             | 10,54            | 13,59            | 17,26            | 16,76            | 12,57            | 7,19             | 1,23             | −2,71            |                  |
| Норма опадів, мм                              | 42               | 38               | 40               | 52               | 62               | 84               | 63               | 61               | 51               | 57               | 64               | 52               |                  |
| Середньомісячна швидкість вітру, м/с          | 2.30             | 2.50             | 2.80             | 2.70             | 2.40             | 2.20             | 2.20             | 2.00             | 2.00             | 2.10             | 2.20             | 2.31             |                  |
| Середньомісячна сонячна радіація, кДж/м²·день | 4233             | 6926             | 10891            | 15407            | 19306            | 21586            | 22160            | 20402            | 14909            | 9325             | 4765             | 3513             |                  |
| --------------------------------------------- | ---------------- | ---------------- | ---------------- | ---------------- | ---------------- | ---------------- | ---------------- | ---------------- | ---------------- | ---------------- | ---------------- | ---------------- | ---------------- |
| Джерело:                                      |                  |                  |                  |                  |                  |                  |                  |                  |                  |                  |                  |                  |                  |